# Nándor Fazekas
Dans le nom hongrois Fazekas Nándor, le nom de famille précède le prénom, mais cet article utilise l’ordre habituel en français Nándor Fazekas, où le prénom précède le nom.
Nándor Fazekas, né le 16 octobre 1976 à Kecskemét, est un handballeur hongrois, évoluant au poste de gardien de but.

## Biographie
Nándor Fazekas débute en équipe nationale de Hongrie le 13 mai 1998 contre la Belgique. Après 219 sélections pour un but marqué, il annonce en octobre 2012 sa retraite internationale, sans être parvenu à atteindre le podium d'une compétition.

## Palmarès

### Club
Compétitions internationales
- Vainqueurde la Coupe EHF : 2009 (avec VfL Gummersbach)
- Finaliste de la Ligue des champions : 2002 (avec Veszprém KSE)
  - Demi-finaliste en 2003 (avec Veszprém KSE)

Compétitions nationales
- Veszprém KC :
- Vainqueur du Champion de Hongrie : 1999, 2001, 2002, 2003, 2004, 2010, 2011, 2012, 2013
- Vainqueurde la Coupe de Hongrie : 1999, 2000, 2002, 2003, 2004, 2010, 2011, 2012, 2013
- Finaliste de la coupe d'Allemagne : 2009

### Équipe nationale
Jeux olympiques
- 4e aux Jeux olympiques 2004 à Athènes,  Grèce
- 4e aux Jeux olympiques 2012 à Londres,  Grande-Bretagne

Championnat du monde
- 11e au Championnat du monde 1999 en  Égypte
- 6e au Championnat du monde 2003 au  Portugal
- 9e au Championnat du monde 2007 en  Allemagne
- 6e au Championnat du monde 2009 en Croatie
- 7e au Championnat du monde 2011 en  Suède

Championnat d'Europe
- 9e au Championnat d'Europe 2004 en Slovénie
- 13e au Championnat d'Europe 2006 en  Suisse
- 8e au Championnat d'Europe 2008 en  Norvège
- 14e au Championnat d'Europe 2010 en  Autriche
- 8e au Championnat d'Europe 2012 en Serbie